# Xã Garness, Quận Burke, Bắc Dakota
Xã Garness (tiếng Anh: Garness Township) là một xã thuộc quận Burke, tiểu bang Bắc Dakota, Hoa Kỳ. Năm 2010, dân số của xã này là 41 người.